# گیتون، نورث‌همپتون‌شر
گیتون (به انگلیسی: Gayton) یک روستا و محله مدنی در بریتانیا است که در ساوت نورث‌همپتون‌شر واقع شده‌است. گیتون ۵۴۴ نفر جمعیت دارد.